# Браян Рабельйо
Браян Мартін Рабельйо Мелья (ісп. Bryan Martín Rabello Mella; народився 16 травня 1994, Ранкагуа, Чилі) — чилійський футболіст, півзахисник грецького клубу «Атромітос». Виступав за збірну Чилі.

## Клубна кар'єра

### «Коло-Коло»
Браян почав займатися футболом у школі Рікардо Орти в своєму рідному місті. Після товариського матчу проти «Коло-Коло» на стадіоні «Монументаль Давід Арельяно», в якому він забив гол, Лісардо Гаррідо запросив його спробувати себе в нижчих дивізіонах, потрапивши в Сантьяго коли йому було 12 років.
Пройшовши різні юнацькі команди клубу, він зіграв свій перший матч у листопаді 2009, взявши участь у перемозі над «Лота Швагером» в Кубку Чилі. У чемпіонаті Чилі він дебютував 22 серпня 2010 року в матчі проти «Уніон Еспаньйоли» у 16 років. Чотири місяці по тому в грі проти «Універсідад де Консепсьйон» він забив свій перший гол.
17 червня 2012 року в дербі проти «Універсідад де Чилі», що завершився перемогою з рахунком 2:0, Рабельйо забив другий гол своєї команди.
По закінченні Апертури 2012 термін дії його контракту з клубом закінчився, і він став вільним агентом, маючи хороші перспективи на майбутнє.

### «Севілья»
27 червня 2012 року відбувся офіційний перехід Рабельйо до «Севільї», де він почав грати за резервну команду «Севілья Атлетіко». Під час своєї першої передсезонної підготовки в «Севільї» він забив гол ударом зі штрафного і віддав гольову передачу Пйотру Троховскі у матчі проти «Ротенья Спортс», що завершився з рахунком 6:0 на користь «андалусійців». Рабельйо дебютував в основній команді 3 грудня 2012 року в матчі чемпіонату Іспанії проти «Реал Сосьєдада», замінивши Сісіньйо вже на 27-й хвилині першого тайму.

### Оренда і Мексика
У січні 2014 року футболіста орендував «Депортіво». 29 серпня 2014 року Рабельйо вирушив в оренду до «Люцерна».
У липні 2015 року «Севілья» розірвала контракт з Рабельйо, після чого футболіст підписав контракт з мексиканським клубом «Сантос Лагуна». До літа 2019 року він грав у Мексиці за клуби УНАМ і BUAP. Влітку підписав контракт на рік з чилійським клубом C.D. Universidad de Concepción, що виступав у Дивізіоні Прімера.

### Атромітос
5 лютого 2020 року Рабельйо підписав контракт до літа 2021 року з грецьким клубом Атромітос, що виступав у Суперлізі. Суму угоди не оголошували.

## Міжнародна кар'єра
6 червня 2012 року Рабельйо викликали до складу збірної Чилі на відбірковий матч чемпіонату світу проти збірної Венесуели замість Гарі Меделя і Едуардо Варгаса, що відбували дисциплінарне покарання.
Рабельйо був гравцем молодіжної збірної Чилі, в складі якої він поїхав на молодіжний чемпіонат Південної Америки 2013, що проходив в Аргентині.

## Статистика виступів

### За клуб
Станом на 9 лютого 2020 
| Клуб                           | Сезон              | Ліга | Ліга | Кубок | Кубок | Європа | Європа | Загалом | Загалом |
| Клуб                           | Сезон              | Ігри | Голи | Ігри  | Голи  | Ігри   | Голи   | Ігри    | Голи    |
| ------------------------------ | ------------------ | ---- | ---- | ----- | ----- | ------ | ------ | ------- | ------- |
| Коло-Коло                      | 2009               | 0    | 0    | 1     | 0     | –      | –      | 1       | 0       |
| Коло-Коло                      | 2010               | 6    | 1    | 1     | 0     | 1      | 0      | 8       | 1       |
| Коло-Коло                      | 2011               | 6    | 0    | 2     | 0     | 0      | 0      | 8       | 0       |
| Коло-Коло                      | 2012               | 8    | 1    | –     | –     | –      | –      | 8       | 1       |
| Коло-Коло                      | Загалом            | 20   | 2    | 4     | 0     | 1      | 0      | 25      | 2       |
| Colo-Colo B                    | 2012               | 3    | 0    | –     | –     | –      | –      | 3       | 0       |
| Colo-Colo B                    | Загалом            | 3    | 0    | –     | –     | –      | –      | 3       | 0       |
| Севілья Б                      | 2012–13            | 27   | 2    | -     | -     | –      | –      | 27      | 2       |
| Севілья Б                      | Загалом            | 27   | 2    | -     | -     | –      | –      | 27      | 2       |
| Севілья                        | 2012–2013          | 3    | 0    | 0     | 0     | 0      | 0      | 3       | 0       |
| Севілья                        | 2013–2014          | 6    | 0    | 1     | 0     | 8      | 1      | 15      | 1       |
| Севілья                        | Загалом            | 9    | 0    | 1     | 0     | 8      | 1      | 18      | 1       |
| Депортіво                      | 2013–14            | 19   | 0    | 0     | 0     | -      | -      | 19      | 0       |
| Депортіво                      | Загалом            | 19   | 0    | 0     | 0     | -      | -      | 19      | 0       |
| Люцерн (футбольний клуб)       | 2014–15            | 9    | 0    | 1     | 0     | -      | -      | 10      | 0       |
| Люцерн (футбольний клуб)       | Загалом            | 9    | 0    | 1     | 0     | -      | -      | 10      | 0       |
| Леганес                        | 2014–15            | 14   | 0    | 0     | 0     | -      | -      | 14      | 0       |
| Леганес                        | Загалом            | 14   | 0    | 0     | 0     | -      | -      | 14      | 0       |
| Сантос Лагуна                  | 2015–16            | 33   | 5    | 0     | 0     | 6      | 1      | 39      | 6       |
| Сантос Лагуна                  | 2016–17            | 14   | 0    | 3     | 0     | -      | -      | 17      | 0       |
| Сантос Лагуна                  | 2017–18            | 0    | 0    | 2     | 0     | -      | -      | 2       | 0       |
| Сантос Лагуна                  | Загалом            | 47   | 5    | 5     | 0     | 6      | 1      | 58      | 6       |
| УНАМ Пумас                     | 2016–17            | 17   | 2    | 0     | 0     | 2      | 0      | 19      | 2       |
| УНАМ Пумас                     | 2017–18            | 14   | 0    | 3     | 0     | -      | -      | 17      | 0       |
| УНАМ Пумас                     | Загалом            | 31   | 2    | 3     | 0     | 2      | 0      | 36      | 2       |
| Lobos BUAP                     | 2018–19            | 33   | 2    | 1     | 0     | -      | -      | 34      | 2       |
| Lobos BUAP                     | Загалом            | 33   | 2    | 1     | 0     | -      | -      | 34      | 2       |
| C.D. Universidad de Concepción | 2019               | 6    | 3    | 0     | 0     | -      | -      | 6       | 3       |
| C.D. Universidad de Concepción | Загалом            | 6    | 3    | 0     | 0     | -      | -      | 6       | 3       |
| Атромітос                      | 2019–20            | 1    | 0    | 1     | 0     | -      | -      | 2       | 0       |
| Атромітос                      | Загалом            | 1    | 0    | 1     | 0     | -      | -      | 2       | 0       |
| Загалом за кар'єру             | Загалом за кар'єру | 219  | 16   | 12    | 0     | 17     | 2      | 248     | 18      |